# Diosaccus truncatus
Diosaccus truncatus is een eenoogkreeftjessoort uit de familie van de Miraciidae. De wetenschappelijke naam van de soort is voor het eerst geldig gepubliceerd in 1927 door Gurney.